# Fiona Kidman
Pour les articles homonymes, voir Kidman.
Œuvres principales
- Le Livre des secrets
- Gare au feu
- Fille de l'air
- Rescapée

Fiona Kidman, née le 26 mars 1940 à Hawera, est une femme de lettres néo-zélandaise. Auteur de nouvelles et de romans, elle a publié plus de vingt livres et reçu de nombreux prix dont le prix New Zealand Post en 1987. Elle vit à Wellington.

## Œuvres

### Romans
- (en) A Breed of Women, 1979
- (en) Mandarin Summer, 1981
- (en) Paddy's Puzzle, 1983Paru aux États-Unis sous le titre In the Clear Light
- Le Livre des secrets, Sabine Wespieser, 2014 ((en) The Book of Secrets, 1987), trad. Dominique Goy-Blanquet, 470 p.  (ISBN 978-2-84805-164-2)
- (en) True Stars, 1990
- (en) Ricochet Baby, 1996
- (en) Songs from the Violet Café, 2003
- Rescapée, Sabine Wespieser, 2006 ((en) The Captive Wife, 2005), trad. Stéphane Camille, 505 p.  (ISBN 2-84805-046-2)
- Fille de l'air, Sabine Wespieser, 2017 ((en) The Infinite Air, 2013), trad. Dominique Goy-Blanquet, 471 p.  (ISBN 978-2-84805-217-5)
- Comme au cinéma, Sabine Wespieser, 2019 ((en) All Day at the Movies, 2016), trad. Dominique Goy-Blanquet, 360 p.  (ISBN 978-2-84805-327-1)

### Recueils de nouvelles
- (en) Mrs Dixon & Friend, 1982
- (en) Unsuitable Friends, 1988
- (en) The Foreign Woman, 1994
- (en) The House Within, 1997
- (en) The Best of Fiona Kidman's Short Stories, 1998
- (en) A Needle in the Heart, 2002
- Gare au feu, Sabine Wespieser, 2012 ((en) The Trouble with Fire, 2011), trad. Dominique Goy-Blanquet, 394 p.  (ISBN 978-2-84805-113-0)